# Franca Rame
Franca Rame, née le 18 juillet 1929 à Parabiago, dans la province de Milan en Lombardie et morte le 29 mai 2013 à Milan, est une comédienne, femme de lettres, auteur de pièces de théâtre et femme politique italienne.

## Biographie

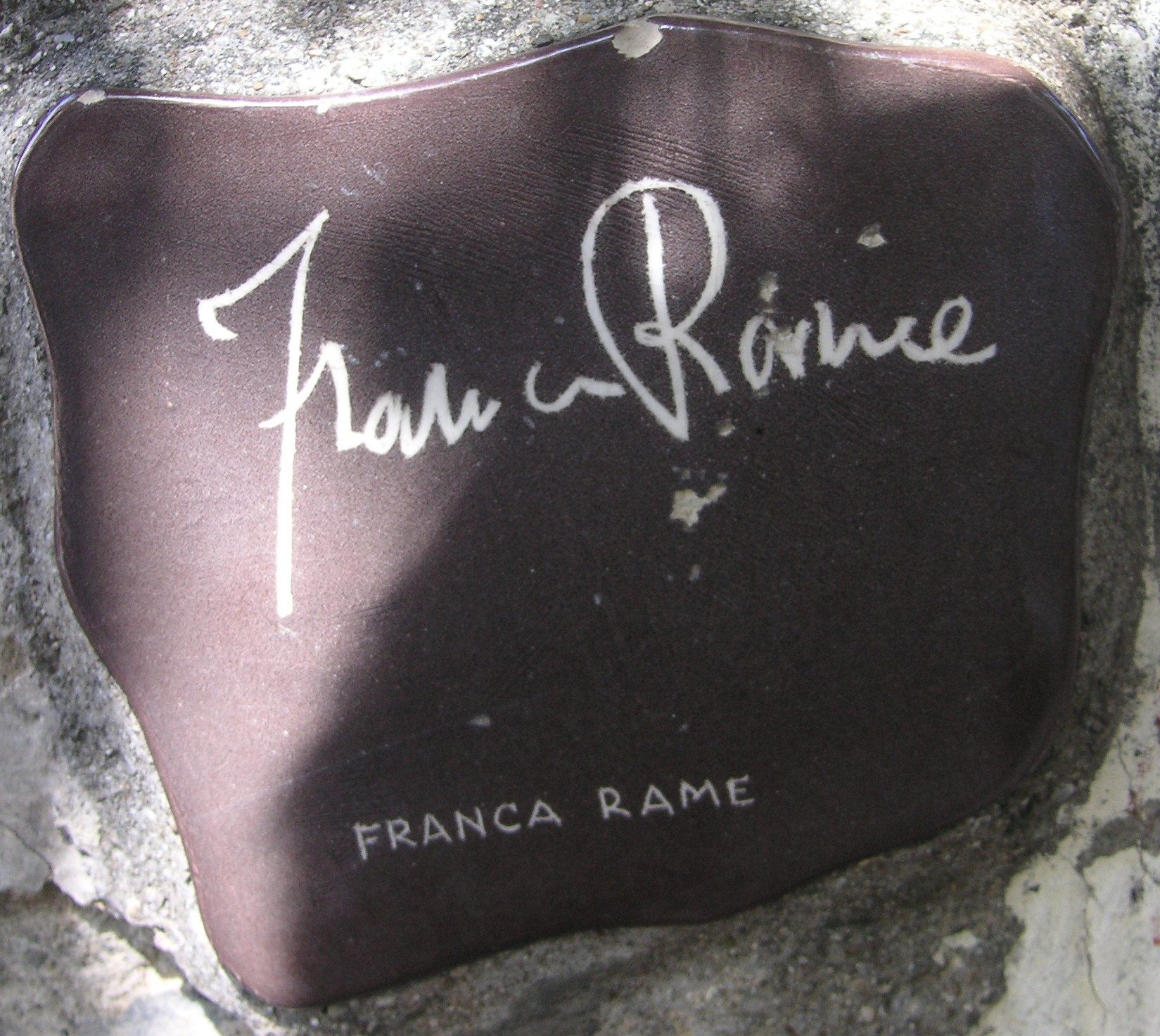
Plaque avec un autographe de Franca Rame à Alassio

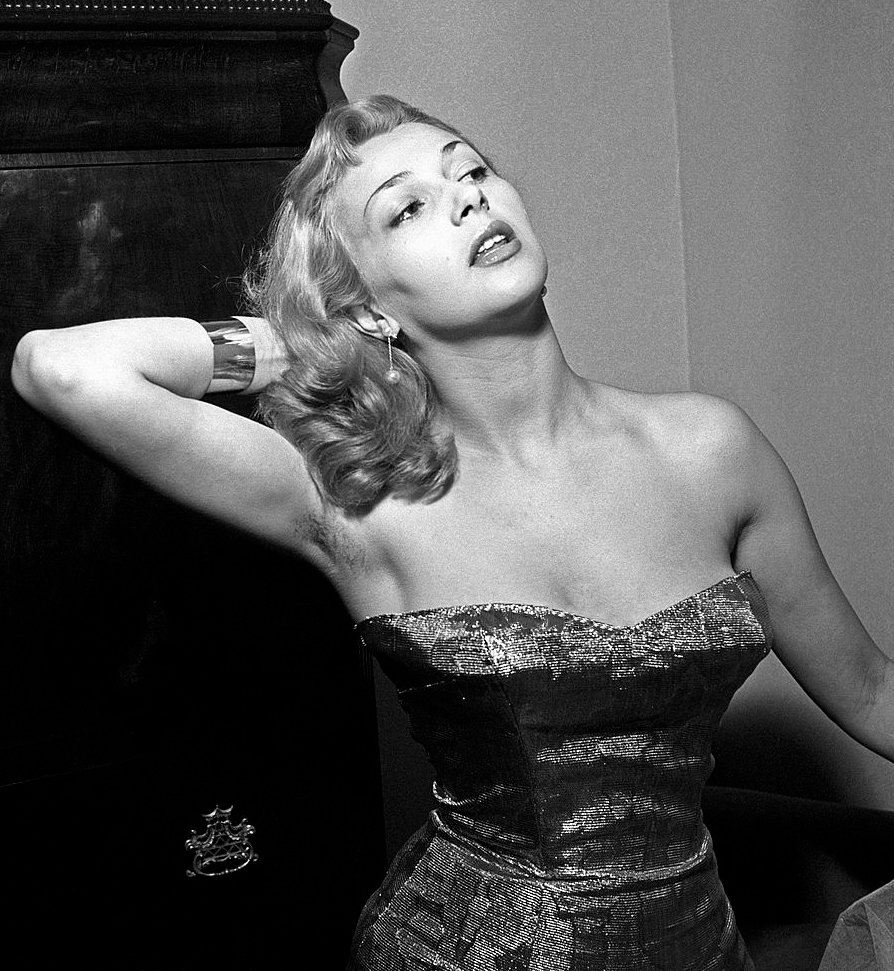
Franca Rame en 1952.

Née en 1929, enfant de la balle, (son père Domenico, descendant de générations d'acteurs est lui-même comédien et sa mère Emilia Baldini, qui est d’abord enseignante, est aussi actrice), Franca Rame est née dans une famille aux fortes traditions théâtrales, plus particulièrement liées au théâtre des marionnettes à gaine (les burattini), et remontant au XVIIe siècle.
Elle débute dans le monde du spectacle dès son plus jeune âge en interprétant, en tournée, les rôles d’enfants dans les pièces montées par la compagnie de ses parents.
En 1950, avec une ses sœurs, elle décide de se produire dans des revues (le teatro di rivista en Italie) : durant la saison 1950-1951, elle est engagée dans la compagnie de Tino Scotti pour le spectacle Ghe pensi mi de Marcello Marchesi au Teatro Olimpia de Milan.
Dans la basilique Saint Ambroise le 24 juin 1954, elle épouse l’acteur Dario Fo, futur prix Nobel 1997 qu'elle a rencontré en 1951, à Milan. De leur union naît leur fils Jacopo le 31 mars 1955.
En 1958, avec son mari, elle fonde la Compagnia Dario Fo-Franca Rame dont elle est l'actrice principale et l'administratrice, et Dario Fo le dramaturge et metteur en scène. La compagnie, dans les années suivantes, obtiendra un très grand succès dans le circuit institutionnel des théâtres des villes italiennes. En 1968, toujours aux côtés de Dario Fo, elle adhère à l’utopie soixante-huitarde en sortant du circuit de l'ETI et en créant le collectif Nuova Scena.  Après avoir assumé la direction d’un des trois groupes qui le composait, elle et Dario Fo s’en séparent pour des raisons politiques et idéologiques. Cette rupture sera à l’origine de la naissance d’un autre groupe de travail, appelé La Comune (engagé, comme la Nuova Scena, dans les circuits Arci et dans des lieux qui n'étaient pas touchés jusqu’alors par le spectacle vivant, comme les maisons du peuple, les usines, les écoles occupées, etc.) où elle interprète des spectacles satiriques et contreculturels très engagés. On se rappelle  surtout Mort accidentelle d’un anarchiste et Non si paga ! Non si paga. Avec son mari, elle soutient au début des années 1970 l'action du Soccorso Rosso Militante, une association née pendant les années de plomb pour défendre les militants de gauche incarcérés pour des délits à motivation politique.
À partir de la fin des années soixante, elle participe au mouvement féministe : elle commence à interpréter ses propres textes comme Tutta casa, letto e chiesa, Grasso è bello !, La madre.
En mars 1973, Franca Rame, à l'instigation d'officiers des carabinieri de la division Pastengro, est enlevée par des membres de l’extrême droite et subit des violences physiques et sexuelles,. Elle relate, en 1981, ces évènements dans son livre Lo stupro. Le jugement du procès est rendu 25 ans après les faits, concluant à la prescription du délit de viol.
En 2006, elle se porte candidate, en tête de liste, aux élections sénatoriales (Piémont, Lombardie, Vénétie, Émilie-Romagne, Toscane et Ombrie) sous l’étiquette Italie des valeurs. Elle est élue sénatrice du Piémont. Antonio Di Pietro, ancien juge anti-corruption et leader de IdV la propose comme candidate à la présidence de la République, mais seuls les parlementaires se réclamant de l'IdV soutienne cette candicature. Elle a plus d’une fois annoncé sa démission de son mandat sénatorial en raison de ses divergences de vue avec les orientations gouvernementales.
Elle meurt le 29 mai 2013 à Milan,.

## Filmographie partielle
- 1956 : Lo Svitato, de Carlo Lizzani
- 1957 : T'aimer est mon destin (Amarti è il mio destino) de Ferdinando Baldi